# شاهرل فکری
شاهرل فکری (انگلیسی: Shahrel Fikri؛ زادهٔ ۱۷ اکتبر ۱۹۹۴) بازیکن فوتبال است.
وی همچنین در تیم ملی فوتبال مالزی بازی کرده‌است.